# Мокра (Рыбницкий район)
Мокра (рум. Mocra) — село в Рыбницком районе непризнанной Приднестровской Молдавской Республики. Административный центр Мокрянского сельсовета, куда кроме села Мокра также входят сёла Бессарабка, Запорожец и Шевченко.
Административный центр село Мокра (образовано в 1687 г.) и прилегающие села Шевченко, Бессарабка, Запорожец насчитывают 787 дворов, в том числе в Мокре — 690. На территории проживают 1365 человек, в том числе в Мокре — 1277 жителей. Детей и подростков — 164, трудоспособного возраста — 780 человек, 389 пенсионеров.
Жители по национальности: молдаване — 777, украинцы — 521, русские — 59 , другие национальности — 8.
На территории создано 14 фермерских хозяйств и 18 крестьянских хозяйств. В селе Мокра работает русская общеобразовательная средняя школа, в которой учатся 88 детей. На территории функционируют Дом культуры, отделение Сбербанка, отделение связи, сельхозпредприятие «Рист», фельдшерско-акушерский пункт, магазины. Имеются 70 водоисточников, в том числе 64 колодца.
Общая площадь земель — 7 859 га, в том числе базовому хозяйству принадлежит 6 591 га пашни и 20 га пастбищ, работают 32 фермерских (крестьянских) хозяйства. На территории проложен водопровод протяженностью 5 км и газопровод — 9716 км, газифицировано 320 жилых дома.

## Известные уроженцы
Дога, Евгений Дмитриевич — молдавский и советский композитор, дирижёр, общественный деятель, педагог. Народный артист СССР.